# Philippe Herzog
Pour les articles homonymes, voir Herzog.
 (décembre 2017).
Si vous disposez d'ouvrages ou d'articles de référence ou si vous connaissez des sites web de qualité traitant du thème abordé ici, merci de compléter l'article en donnant les références utiles à sa vérifiabilité et en les liant à la section « Notes et références ».
Philippe Herzog (né le 6 mars 1940 à Bruay-en-Artois) est un économiste et homme politique français.
Ancien professeur des universités, ancien cadre dirigeant du Parti communiste français et ancien député européen, il est président d'honneur de l'association Confrontations Europe, et a occupé le poste de conseiller spécial du commissaire européen au marché intérieur et aux services, Michel Barnier.

## Biographie

### Origines et formation
Philippe Herzog naît le 6 mars 1940 à Bruay-en-Artois. Son père, Eugène Herzog, juif d'origine croate, est ingénieur puis directeur de recherche aux aciéries de Pompey, puis à celles de Pont-à-Mousson et sa mère, dont le père était technicien aux Houillères du Pas-de-Calais, est employée de banque.
Après des études secondaires au lycée Henri-Poincaré à Nancy et au lycée Saint-Louis à Paris, il intègre l'École polytechnique (X 1959) et l'ENSAE ParisTech, et obtient l'agrégation en sciences économiques.

### Profession
Il commence sa vie active comme administrateur de l'Insee en 1964. Comptable national et chargé des budgets économiques, il crée, avec son collègue Gaston Olive, le premier modèle français de prévision économique (Zogol). Son premier livre Prévisions économiques et comptabilité nationale (1968) retrace cette période d'innovation dans le contexte de la planification française.
Il devient professeur d'université en janvier 1969, et enseigne à Clermont-Ferrand, Vincennes, Amiens, puis à Paris-X Nanterre de 1973 à 2003.

### Parcours politique
Il adhère en 1965 au PCF où il est élu au Comité central (1972) puis au Bureau politique (1979). Il dirige la section économique du PCF et la revue Économie et politique. Marxiste et keynésien, il est un des auteurs du Programme commun de la Gauche et milite pour la participation des salariés à la gestion. La section économique, notamment avec l'apport du théoricien Paul Boccara, analyse la crise du capitalisme monopoliste d'État et propose de nouveaux critères de gestion.
Membre de la Commission nationale de planification de 1982 à 1988 et du Conseil économique et social de 1984 à 1989 (au titre des personnalités qualifiées), il publie notamment L'économie à bras le corps (1982) et La France peut se ressaisir en 1987. Dans les entreprises et dans les régions, il intervient dans les processus de restructurations avec des propositions alternatives et préconise des réformes de structures.
Militant passionné de "l'Europe autrement", il est tête de liste du PCF aux élections européennes de 1989. Après un long combat contre les éléments les plus orthodoxes, il quitte le parti en 1996, mais sera encore candidat apparenté communiste en 1999.
Député européen de 1989 à 1999, puis de 2000 à 2004 (groupe de la Gauche unitaire européenne), il a été président de la commission des Relations économiques extérieures, vice-président de la commission économique et monétaire, et vice-président de la Délégation Europe/États-Unis.
Ses rapports les plus importants ont porté sur "la participation des citoyens et des acteurs sociaux au système institutionnel" qui a été voté à la grande majorité du Parlement européen (1996), puis sur "les services d'intérêt général" (2003-2004), également adopté majoritairement après un combat riche d'enseignements et de prolongements. En 1998, le ministère des Affaires européennes lui a confié une mission sur la promotion du dialogue social européen.
Sa recherche sur la crise de la démocratie représentative et l'invention d'une démocratie participative se traduit par de nouvelles publications comme Reconstruire un pouvoir politique : gouverner en partenaires (La Découverte, 1997). Il publie des chroniques au Figaro-Économie entre 1999 et 2005.
De 1997 à 2008, il est membre du Conseil d'analyse économique auprès du Premier Ministre.

### Autres engagements
En décembre 1991, il est un des fondateurs de l'association Confrontations visant à la relance du débat public et en prend la présidence. Pluraliste et indépendante, elle travaille au diagnostic sur la mondialisation et à la stratégie des réformes en France et en Europe. Devenue Confrontations Europe, l'association a un bureau à Bruxelles et des correspondants dans de nombreux pays. Elle est devenue une école et un foyer d'initiatives estimé et reconnu, très actif dans les institutions européennes. Interface entre la société civile, les entreprises et l'Europe, l'association contribue à former des acteurs européens et à forger une nouvelle perspective pour l'Union. L'association rassemble aussi bien des grands patrons (Jean Peyrelevade, Jean-Paul Bailly…) que des personnalités issues d'une certaine frange de la gauche (Jean-Pierre Brard, …). Philippe Herzog est directeur de la revue La Lettre de confrontations Europe qui est diffusée à 30 000 exemplaires.
En mai 2006, il est nommé président de l'Institut pour l'éducation financière du public (IEFP, France). 
De juin 2009 à juin 2014 Philippe Herzog est conseiller spécial du commissaire européen Michel Barnier chargé du marché intérieur et des services financiers. Il est à l'initiative du programme pour la réforme du grand marché (single market act) et du livre vert sur le financement de l'économie européenne préalable au plan de relance de l’investissement. Il organise des Assises annuelles de l’investissement de long terme avec Confrontations Europe à Bruxelles. 
Il est membre du Conseil de la Fondation Jean Monnet pour l'Europe installée à Lausanne et du conseil d'administration de plusieurs associations.

## Distinctions
- Commandeur de la Légion d'honneur[3]
- Chevalier de l'ordre des Palmes académiques
- Chevalier de l'ordre national du Mérite

## Publications
Philippe Herzog est l'auteur de très nombreux articles et ouvrages.
- Prévisions économiques et comptabilité nationale, Paris, PUF, 1968
- L'économie à bras le corps, Paris, Éditions Sociales, 1982, 1984
- La France peut se ressaisir, Paris, Éditions Sociales, 1987
- Reconstruire un pouvoir politique : gouverner en partenaires, Paris, La Découverte, 1997
- L'Europe après l'Europe, les voies d'une métamorphose, De Boeck Université, 2002
- Quand L'Europe s'ouvre aux services publics, L'Option de Confrontations Europe n° 20, 2004
- Le bonheur du voyage : éthique, action, projets pour relancer l'Europe, éd. Le Manuscrit
- Une tâche infinie - fragments d'un projet européen, Éditions du Rocher, DDB, 2010.
- Europe, réveille-toi !, Éditions Le Manuscrit, 2013
- Identité et valeurs : quel combat ? , Editions Le Manuscrit, 2015
- L'identité de l'Europe. vers une refondation", King's College London, 2016.
- D’une révolution à l’autre. Mémoires, Le Rocher, 2018
- Les failles de la raison, Paris, Éditions Descartes & Cie, 2022